# Festuca eriostoma
Festuca eriostoma är en gräsart som beskrevs av Eduard Hackel. Festuca eriostoma ingår i släktet svinglar, och familjen gräs. Inga underarter finns listade i Catalogue of Life.